# 100 (عدد)
100 (تلفظ مئة وتكتب مائة) هو عدد صحيح. طبيعي يلي 99 ويسبق 101.

## في الرياضيات
- 100 = ²10 مربع كامل.
- 100 عدد مضلع ذا 18 ضلع ترتيبه 4
- 100 هو مجموع الأعداد الأولية التسعة الأوائل: 2+3+5+7+11+13+17+19+23=100
- 100 يمكن أن يكتب في عدة صيغ مجموع زوجين من الأعداد الأولية، مثل: 3 + 97، 11 + 89، 17 + 83، 29 + 71، 41 + 59، 47 + 53.
- 100 مجموع الأعداد المكعبة الكاملة الأوائل 13 + 23 + 33 + 43=100
  - لاحظ أن 13 + 23 + 33 + 43 = 2(1 + 2 + 3 + 4)=100
- بما أن 100 = 26 + 62 فإن 100 عدد لينارد
- 100 عدد نصف مثالي
- 100 عدد سعيد
- 100 يمكن أن يمثل في صيغة مجموع مربعين 8² + 6² = 100
- 100 عدد ناقص (غير زائد).

## في مجالات أخرى
- أنظر: 100 متر حواجز (رياضة) و100 متر تتابع (رياضة)
- 100 هي درجة غليان الماء حسب مقياس الحرارة المئوي.
- 100% تعني أن التمام. مثلاً عند القول أن «الفنادق مشغولة بنسبة 100%» فيعني أنه لا توجد غرفة شاغرة.
- حرب المائة عام